# Ormosia pugetensis
Ormosia pugetensis là một loài ruồi trong họ Limoniidae. Chúng phân bố ở miền Tân bắc.